# Change (Yvonne-Catterfeld-Album)
Change ist das achte Studioalbum der deutschen Sängerin Yvonne Catterfeld. Es wurde am 3. Dezember 2021 unter ihrem eigenen Label Veritable Records veröffentlicht und von Timothy Auld und Benne Schöller produziert.

## Titelliste
Change (CD, Download)
| Nr. | Titel                 | Autor(en)                                                          | Länge |
| --- | --------------------- | ------------------------------------------------------------------ | ----- |
| 1.  | Change                | Yvonne Catterfeld                                                  | 2:55  |
| 2.  | Patience              | Timothy Auld, Benedikt Schoeller, Steven Bashir, Yvonne Catterfeld | 2:49  |
| 3.  | Back in July          | Yvonne Catterfeld, Timothy Auld, Benedikt Schoeller                | 2:34  |
| 4.  | Wake Up               | Yvonne Catterfeld, Timothy Auld                                    | 2:12  |
| 5.  | Bullshit              | Yvonne Catterfeld, Timothy Auld, Benedikt Schoeller                | 2:23  |
| 6.  | Cold Water            | Yvonne Catterfeld                                                  | 3:20  |
| 7.  | Words                 | Yvonne Catterfeld, Timothy Auld                                    | 2:22  |
| 8.  | Tip Toe               | Yvonne Catterfeld, Timothy Auld, Benedikt Schoeller                | 3:24  |
| 9.  | Let You Go            | Yvonne Catterfeld, Timothy Auld, Benedikt Schoeller                | 2:52  |
| 10. | I Think I Love You    | Yvonne Catterfeld, Timothy Auld                                    | 2:52  |
| 11. | Broken                | Yvonne Catterfeld, Timothy Auld, Benedikt Schoeller                | 2:27  |
| 12. | Home                  | Yvonne Catterfeld, Timothy Auld, Benedikt Schoeller                | 2:30  |
| 13. | Let You Go (Acoustic) | Yvonne Catterfeld, Timothy Auld, Benedikt Schoeller                | 3:05  |

## Singleauskopplungen und Musikvideos
Aus dem Album wurden mit Patience (8. Januar 2021), Let You Go (5. Mai 2021) und Back in July (10. September 2021) drei Singles ausgekoppelt. Zu den Singles Patience und Back in July erschienen jeweils am Veröffentlichungstag auch Musikvideos. Darüber hinaus erschien das Lied Wake Up als Videoauskopplung.

## Chartplatzierungen
| ChartsChartplatzierungen | Höchstplatzierung | Wochen |
| ------------------------ | ----------------- | ------ |
| Deutschland (GfK)        | 65 (1 Wo.)        | 1      |